# Ленисио Тейшейра Жуниор
Ленисио Тейшейра Жуниор (порт.-браз. Lenísio Teixeira Júnior; род. 23 октября 1976, Куяба, Бразилия), более известный как просто Ленисио — бразильский игрок в мини-футбол.

## Биография
Ленисио начинал карьеру в Бразилии, и прежде чем уехать в испанский «Эль-Посо» в 2002 году, он дважды становился чемпионом Бразилии по мини-футболу: в 1999 году с «Атлетико Минейро» и в 2001 году с «Ульброй». За четыре года игры в клубе «Эль-Посо» из Мурсии он трижды признавался лучшим игроком чемпионата Испании и дважды становился его лучшим бомбардиром. Правда трофей за это время Ленисио выиграл только один — Кубок Испании в 2003 году. Немного поиграв за другой испанский клуб, «Полярис Уорлд Картахена», он вернулся в Бразилию и стал игроком «Малви».
Ленисио дважды входил в состав бразильской сборной на чемпионат мира. В 2000 году он стал обладателем серебряных наград, а в 2008 году помог бразильцам добиться чемпионства, став третьим бомбардиром турнира с 11 голами и реализовав решающий пенальти в финале против испанцев.

## Достижения
- Чемпион мира по мини-футболу: 2008
- Серебряный призёр чемпионата мира по мини-футболу 2000
- Чемпион Бразилии по мини-футболу (3): 1999, 2001, 2007
- Кубок Испании по мини-футболу 2003